# Арсиноја II
Арсиноја II (око 316. п. н. е. — око 270. п. н. е.) је била египатска краљица. Била је кћерка египатског краља Птолемеја I Сотера. Удала се за трачког краља Лизимаха, а после његове погибије за Птолемеја Керауна.
Када је овај убио њене и Лизимахове синове, побегла је у Египат на двор свога брата Птолемеја II, за кога се удала пошто је он протерао своју жену Арсиноју I.
Имала је велики утицај на политику Египта.